# Shincha

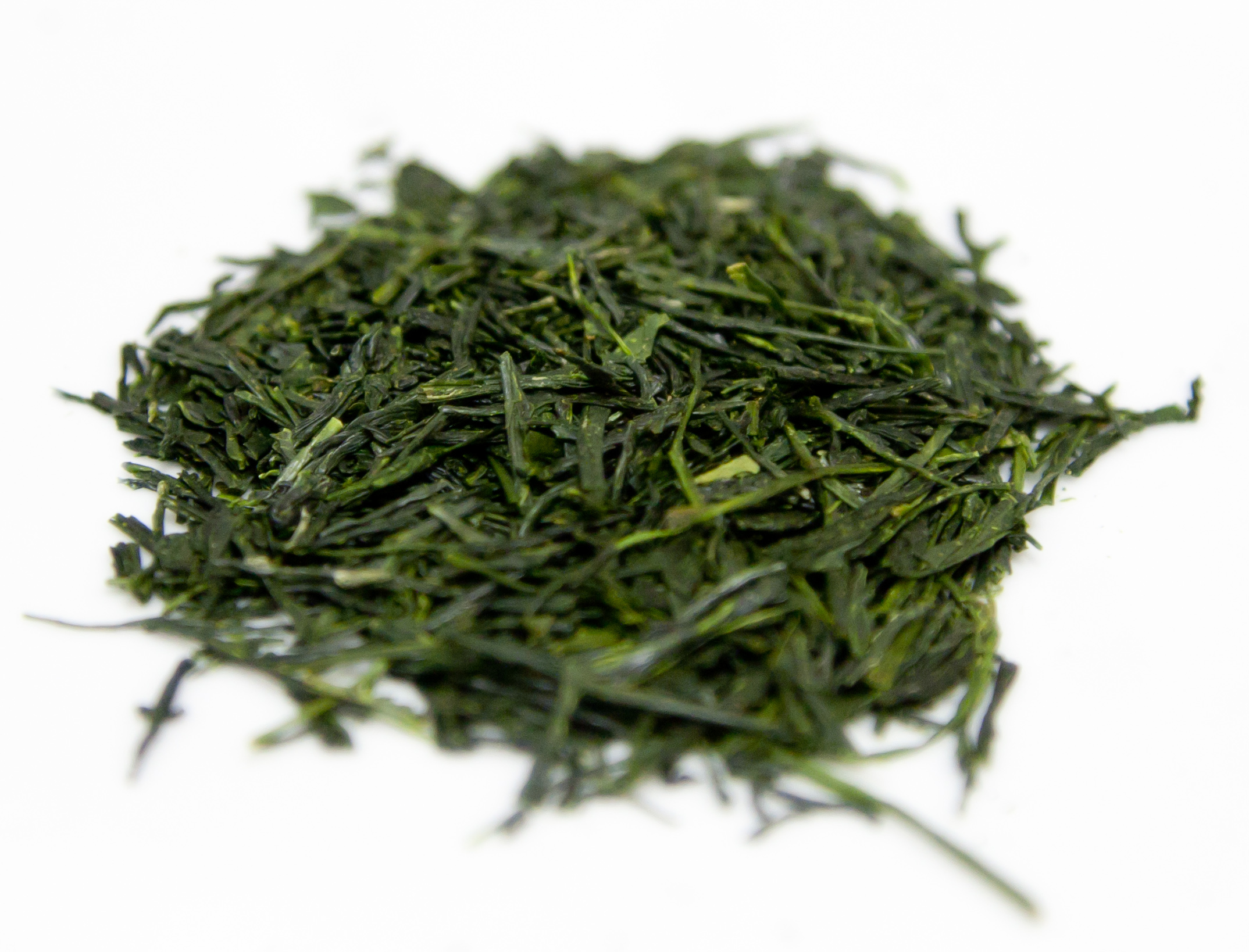
Thé vert Shincha

Le shincha (新茶, « nouveau thé ») est un thé vert japonais issu de la première récolte. Fraîchement cueilli, il est préparé comme un sencha, quoiqu'avec plus de délicatesse. Il est prisé pour sa richesse en vitamines, sa douceur, et sa saveur plus soutenue. C'est un thé hautement périssable, ne durant pas plus de trois mois. Il est produit en avril, dans le sud du Japon. Il est populaire au Japon et est seulement disponible en quantités limitées en dehors de celui-ci.